# Trainingswissenschaft
Die Trainingswissenschaft ist eine Teildisziplin der Sportwissenschaft und befasst sich mit dem Gegenstand des sportlichen Trainings, der Leistungsfähigkeit und dem Wettkampf.
In dieser sollen die sportliche Leistungsfähigkeit verbessernde Trainingsmethoden gefunden und optimiert werden. Dabei handelt es sich nicht um eine enge Wissenschaft, die sich mit einer einzelnen Fragestellung auseinandersetzt, sondern sie integriert das Teilwissen mehrerer wissenschaftlicher Disziplinen, wie der Naturwissenschaften, Sportmedizin und der Psychologie. Die Trainingswissenschaft bedient sich zur Erfolgskontrolle auch der Leistungsdiagnostik.
Die Trainingslehre charakterisiert sich als der auf die praktische Vermittlung ausgerichtete Teil, während die Trainingswissenschaft Grundlagenforschung betreibt. Beide Bereiche fließen ineinander und ergänzen und beeinflussen sich gegenseitig. Die Sportpraxis profitiert von beiden und dient gleichzeitig als Forschungsfeld.
Das sportliche Training basiert oftmals auf empirisch nicht gesicherten Methoden, was bisweilen zu heftigen Kontroversen führt. So resultieren viele Trainingsmethoden aus der jahrelangen Sport- oder Spielpraxis eines Trainers. Auf der Basis von Erfolgen der Sportler bei wichtigen Wettkämpfen wurden häufig deren Trainingsmethoden detailliert erforscht und neue Trainingsmethoden entwickelt. Ob diese Trainingsmethoden dann wirklich zielführend sind, zeigt meist der Wettkampf. Ob Sportler genau zum Wettkampf die Leistung optimal abrufen, hängt von vielen Variablen ab, die nur mit Hilfe der Periodisierung des sportlichen Trainings, aber dennoch schwer zu steuern sind. Man spricht von Trainingssteuerung, Genetik, Leistungsbereitschaft, Leistungsfähigkeit, Belastbarkeit, physischer und psychischer Gesundheit oder sozialem Umfeld, um nur einige zu nennen.
Die Trainingswissenschaft versucht, das individuelle sportliche Training zu durchleuchten und durch Studien empirisch zu belegen und somit zu optimieren.
In der ehemaligen DDR war die Trainingswissenschaft das Kerngebiet der Sportwissenschaft, um das herum die anderen Gebiete der Sportwissenschaft gruppiert waren.